# Muscotah
Muscotah és una població dels Estats Units a l'estat de Kansas. Segons el cens del 2000 tenia 200 habitants.

## Demografia
Segons el cens del 2000, Muscotah tenia 200 habitants, 81 habitatges, i 58 famílies. La densitat de població era de 227,1 habitants/km².
Dels 81 habitatges en un 29,6% hi vivien nens de menys de 18 anys, en un 59,3% hi vivien parelles casades, en un 3,7% dones solteres, i en un 27,2% no eren unitats familiars. En el 22,2% dels habitatges hi vivien persones soles el 13,6% de les quals corresponia a persones de 65 anys o més que vivien soles. El nombre mitjà de persones vivint en cada habitatge era de 2,47 i el nombre mitjà de persones que vivien en cada família era de 2,88.
Per edats la població es repartia de la següent manera: un 25% tenia menys de 18 anys, un 8% entre 18 i 24, un 26,5% entre 25 i 44, un 20% de 45 a 60 i un 20,5% 65 anys o més.
L'edat mediana era de 36 anys. Per cada 100 dones de 18 o més anys hi havia 100 homes.
La renda mediana per habitatge era de 30.833 $ i la renda mediana per família de 31.875 $. Els homes tenien una renda mediana de 23.750 $ mentre que les dones 25.625 $. La renda per capita de la població era de 15.299 $. Entorn del 7,3% de les famílies i el 14,4% de la població estaven per davall del llindar de pobresa.

## Poblacions més properes
El següent diagrama mostra les poblacions més properes.